# 북면 (천안시)
북면(北面)은 대한민국 충청남도 천안시 동남구의 면이다.

## 행정 구역
- 상동리 (上東里)
- 용암리 (龍岩里)
- 오곡리 (梧谷里)
- 양곡리 (陽谷里)
- 연춘리 (延春里)
- 전곡리 (典谷里)
- 사담리 (沙潭里)
- 은지리 (銀芝里)
- 운용리 (雲龍里)
- 명덕리 (命德里)
- 대평리 (大坪里)
- 매송리 (梅松里)
- 납안리 (納安里)

## 교육
- 위례초등학교 (오곡리)
- 은석초등학교 (용암리) - 북면 위례성로 1113 (납안리) → 북면 오곡2길 6-13 (구 천북분교)
  - 천북분교 (폐교) - 북면 오곡2길 6-13 (용암리)